# Conseil de Southern Midlands
Le Conseil de Southern Midlands (Southern Midlands Council) est une zone d'administration locale  située au sud-est de la Tasmanie en Australie. Il correspond à la partie sud des Central Midlands.
Il comprend les villes de: Bagdad, Campania et Oatlands.